# TQC
TQC（Total Quality Control、統合的品質管理、全社的品質管理）とは、QC（品質管理）を製造部門以外（設計部門、購買部門、営業部門、マーケティング部門、アフターサービス部門、etc）に適用し、体系化したものである。QCは主に工場などの製造部門に対して適用された品質管理の手法である。これを更に進化させたものがTQM（総合的品質管理）となる。

## 概要
TQCの最大の狙いは、ある製品を企画設計する段階から、製造販売そしてアフターサービスまでの全プロセスで総合的に品質管理を行うことである。また、企業の一部門だけが取り組むのではなく、企業全員（経営者、管理者、監督者、作業者etc）が取り組むことも大きな特徴である。
QCとの大きな違いは、QCが製造現場に密接したハードウェア的な取り組みが中心であるのに対して、間接部門への適用を狙ったTQCではソフトウェア的な取り組みが中心である。すなわち作業プロセスや、各工程における品質への取り組みの規定などを改善していくことに主眼を置いている。

## TQCの3つの柱
|   | 構成の柱   | 内容                   | 活動の立場   |
| - | ---------- | ---------------------- | ------------ |
| 1 | 方針管理   | 問題解決（改革・改善） | 職制の活動   |
| 2 | QCサークル | 問題解決（改善・改革） | 自主活動     |
| 3 | 日常管理   | 維持活動               | 職制下の活動 |

## TQCの主な取り組み
- デザインレビュー
- 業務標準